# 9. Armee (Rote Armee)
Die 9. Armee (russisch 9-я армия) war ein militärischer Verband der Roten Armee im Zweiten Weltkrieg, die von 1939 bis 1943 aktiv war. Im Kalten Krieg war eine neu formierte 9. Armee von 1966 bis 1989 aktiv.

## Geschichte

### Erste Formation
Die Armee wurde erstmals 1939 im Leningrader Militärbezirk aufgestellt und nahm ab November dieses Jahres am Winterkrieg gegen Finnland teil. Sie griff dabei das Finnische Hügelland an und stand zwischen der 8. Armee im Süden und der 14. Armee im Norden. Zwei Divisionen der Armee, die 163. Schützendivision und die 44. motorisierte Schützendivision, wurden in der Schlacht von Suomussalmi vernichtet.
1940 wurde aus den Truppen des Odessaer Militärbezirks erneut eine 9. Armee gebildet, die mit folgender Gliederung an der Besetzung Bessarabiens und der Nordbukowina teilnahm:
- 7. Schützenkorps mit der 25., 74. und 140. Schützendivision
- 35. Schützenkorps mit der 15. mot.-, 95. und 173. Schützendivision
- 5. Kavalleriekorps mit 9. und 16. Kavalleriedivision
- 4., 14. und 21. Panzerbrigade

Am dritten Tag der Operation war geplant, mit dem südlichen Flügel der 12. Armee die Städte Jassy und Huși zu besetzen und sich mit den Einheiten der 9. Armee zu verbinden, die währenddessen auf Bacău, Galați, Brăila und Ismajil vorging. Ziel war es, die rumänischen Truppen im nördlichen Teil von Bessarabien den Rückzug zu verlegen. Am 3. Juli 1940 war die Besetzung kampflos abgeschlossen.

### Zweite Formation
Bis Ende Juni 1941 wurde die neu organisierte Armee vor Beginn des Deutsch-Sowjetischen Kriegs als 9. selbständige Armee bezeichnet. Ihre Aufgabe war die Verteidigung Bălțis, Chișinăus und Odessas. Sie war vor dem deutschen Barbarossa-Angriff mit drei Schützen-, einem Kavallerie- und zwei Mechanisierten Korps die größte Armee an der Westgrenze der Sowjetunion.
Armeegliederung am 22. Juni 1941
- 35. Schützenkorps (Brigadegeneral I. F. Daschitschew) mit 30. Gebirgs-, 95., 176. Schützendivision
- 48. Schützenkorps (Generalmajor R. J. Malinowski) mit 74., 116. und 150. Schützendivision
- 2. mechanisiertes Korps (J. W. Nowoselski) mit 11. und 16. Panzer- sowie 15. motorisierte Schützen-Division
- 18. mechanisiertes Korps (Generalmajor P. W. Woloch) mit 44. und 47. Panzer- sowie 218. motorisierte Schützen-Division
- 2. Kavalleriekorps (Generalmajor P. A. Below) mit 5. und 9. Kavalleriedivision
- 14. Schützenkorps (General D. G. Jegorow) mit 25. und 51. Schützendivision
- 80. und 82 befestigter Raum (am Dnjestr)

Am 25. Juni 1941 wurde im Odessaer Militärbezirk aus der Armee die Südfront unter Iwan Tjulenew gebildet, die Armee selbst bestand unter der Bezeichnung 9. Armee weiter.
Die erste Feindberührung hatte die 9. Armee, als die deutsche 11. Armee unter Eugen von Schobert beim Unternehmen München die Nahtstelle zwischen ihr und der 18. Armee angriff. Der deutsche Angriff fiel nördlich von Iași auf das 48. Schützenkorps unter Malinowski, das Bălți bewachte. Tjulenew ordnete einen Gegenangriff an, an dem auch das II. Kavalleriekorps und das II. Mechanisierte Korps aus der Frontreserve beteiligt waren. Zusätzlich bildete er aus drei aus den Korps der Armee herausgezogenen Divisionen die Küstengruppe, die das Ostufer des Pruth, das Nordufer der Donau und die Schwarzmeerküste verteidigen sollte. Aus ihr entstand später die Selbständige Küstenarmee.
Anfang August befand sich die 9. Armee im Rückzug auf Nikolajew und überquerte bis zum 17. August den Fluss Ingulez, um eine neue Verteidigungsstellung am Dnepr zu beziehen. Die Küstengruppe zog sich zu dieser Zeit auf Odessa zurück. Anfang Oktober zog sich die 9. Armee auf Taganrog zurück, nachdem ein Versuch der drei Armeen der Südfront, eine Linie zwischen Pawlograd und dem Asowschen Meer zu halten, durch den Einsatz der neuformierten 1. Panzerarmee unter Ewald von Kleist in der Schlacht am Asowschen Meer vereitelt worden war, die 9. Armee wurde dabei fast vernichtet.
Während der Schlacht um Rostow trat die 9. Armee am 17. November mit der 30., 136., 150., 176., 317. und 339. Schützen-Division als Teil eines von Timoschenko geplanten Gegenangriffs der Süd- und Südwestfront zum Angriff an. Bis zum 29. November hatten die 9. und 56. Armee den deutschen Gegner zurückgeschlagen und die verlorene Stadt Rostow am Don, das Tor zum Kaukasus, zurückerobert. Die 9. Armee wurde danach mit der 51., 317. und 339. Schützendivision in die strategische Reserve der Südwestfront übertragen und auf eine neue Offensive vorbereitet. Diese begann mit der Barwenkowo-Losowajaer Operation im Januar 1942 und führte zu einem sowjetischen Einbruch in die deutsche Front am Donez, bevor Gegenschläge der Armeegruppe von Kleist zu ihrer Einstellung führten.
Die 9. Armee kämpfte im Mai 1942 während der Zweiten Schlacht um Charkow, wobei sie im westlichen Donez-Frontvorsprung von Isjum sicherte. Hier erlitt sie beim deutschen Unternehmen Fridericus schwere Verluste. Die 9. und 57. Armee wurden bei Isjum von der deutschen 1. Panzer- und 17. Armee im Raum Barwenkowo eingeschlossen und verloren zusammen 200.000 Mann.

### Im Kaukasus 1942/43
Armeegliederung am 1. Juli 1942
- 51., 81., 106., 140., 255., 296., 318. und 333. Schützendivision
- 5. Kavalleriekorps (30., 34., 60. Kavalleriedivision)
- 12. Panzerbrigade

Als Teil der Nordkaukasusfront kämpfte die 9. Armee im Juli 1942 in der großen Donschleife und wurde von der deutschen 1. Panzerarmee in den Kaukasus zurückgedrängt. Anfang August 1942 wurden die Reste der bei den Kämpfen um Rostow dezimierten 9. Armee an die 37. Armee übertragen. Das Armeeoberkommando übernahm dann den Befehl über das 11. Garde-Schützenkorps im Raum Ordschonikidze mit der 151., 176. und 384. Schützendivisionen, der 62. Marineschützenbrigade sowie anderen Einheiten. In dieser Zusammensetzung trat die 9. Armee am 6. August in die Transkaukasusfront über und operierte ab dem 9. August bei derer rechten Flügelgruppe am Terek-Abschnitt. Vom 1. bis 28. September 1942 nahmen die Truppen an der Mosdok-Malgobeker Verteidigungsoperation und vom 25. Oktober bis 12. November an der Verteidigungsschlacht von Naltschik-Ordschonikidze teil, wobei der deutsche Vormarsch im Kaukasus gestoppt wurde.
Im Januar 1943 ging die 9. Armee zur Gegenoffensive über, befreit die Städte Prochladny (5. Januar), Mineralnyje Wody (12. Januar) und in Zusammenarbeit mit der 37. Armee die Stadt Armawir (24. Januar). Die zum Kuban-Abschnitt verfolgenden Truppen wurden am 24. Januar 1943 Teil der Nordkaukasischen Front (2. Formation), eroberten die Stadt Kropotkin (28. Januar) und erreichten Anfang Februar das rechte Ufer des Flusses Bejsug beim Dorf Brjuchowetzkaja.
Armeegliederung am 1. Februar 1943
- 9. Schützenkorps (43., 157., 256. Schützenbrigade)
- 11. Gardeschützenkorps (7., 34., 57. Schützenbrigade, 8. Gardeschützenbrigade)
- 11. Schützenkorps (19., 84., 131. Schützenbrigade)
- 207. Panzerbrigade

Vom 9. Februar bis 16. März 1943 nahmen die Armeetruppen an der Schlacht um Krasnodar teil. Vom 9. September bis 9. Oktober folgte die Beteiligung an der Noworossijsk-Tamaner Operation. Nach dem Abschluss der Operationen auf der Halbinsel Taman wurde die 9. Armee in die Reserve der Nordkaukasischen Front zurückgezogen. Im November 1943 wurde das Armeeoberkommando aufgelöst und die unterstellten Truppen anderen Verbänden zugeteilt.
Armeegliederung am 1. Juli 1943
- 9. Schützenkorps (34., 43., 157., 256. Schützenbrigade)
- 11. Schützenkorps (19., 57., 84., 131. Schützenbrigade)
- 276., 351. Schützendivision

### Kalter Krieg
Die 9. Armee wurde 1966 im Transkaukasischen Militärbezirk mit Hauptquartier in Kutaissi, Georgische SSR, wieder aufgestellt. 1989 wurde sie durch Umwandlung in das 31. Armeekorps wieder aufgelöst. Dieses wiederum wurde 1993 aus Georgien abgezogen.

## Führung
Befehlshaber
- Komkor M. P. Duchanow (November – Dezember 1939)
- Komkor W. I. Tschuikow (Dezember 1939 – Anfang 1940)
- Generalleutnant I. W. Boldin (Sommer 1940)
- Generaloberst J. T. Tscherewitschenko (22. Juni – 9. September 1941)
- Generalmajor F. M. Charitonow (9. September 1941 – 20. Mai 1942)
- Generalmajor P. M. Koslow (20. Mai – 18. Juni 1942)
- Generalmajor A. I. Lopatin (24. Juni bis 14. Juli 1942)
- Generalmajor F. A. Parchomenko (Juli – August 1943)
- Generalmajor K. A. Korotejew (September 1942 – Februar 1943)
- Generalmajor W. W. Glagolew (11. Februar – 22. März 1943)
- Generalleutnant K. A. Korotejew (März – Mai 1943)
- Generalmajor P. M. Koslow (Mai – 20. Juni 1943)
- Generalmajor A. A. Gretschkin (20. Juni – Oktober 1943)

Generalstabschefs
- Generalmajor Matwej Wassiljewitsch Sacharow (Juni 1941)
- Generalmajor Pawel Iwanowitsch Bodin (29. Juni – 9. September 1941)
- Brigadekommandeur N. P. Iwanow (September – Dezember 1941)
- Generalmajor Vitali Nikolajewitsch Symbolow (Januar – Februar 1942)
- Generalmajor Feodosi Konstantinowitsch Korschenewitsch (Februar – Mai 1942)
- Generalmajor Jakow Sergejewitsch Daschewski (Mai – Juni 1942)
- Generalmajor A. G. Batunja (Juni – August 1942)
- Generalmajor P. J. Lowjagin (August 1942)
- Oberst A. Kolominow (August 1942 – Mai 1943)
- Generalmajor Michail Sergejewitsch Filippowski (12. Mai – 6. November 1943)

Mitglieder des Kriegsrats
- Korps-Kommissar A. F. Kolobjakow (Juni – September 1941)
- Divisionskommissar K. W. Krainjukow (September 1941 – November 1942)
- Divisionskommissar S. J. Kolonin (August – November 1942)
- Oberst W. N. Jemeljanow (November 1942 – November 1943)